# Hôtel Bristol (Salzbourg)

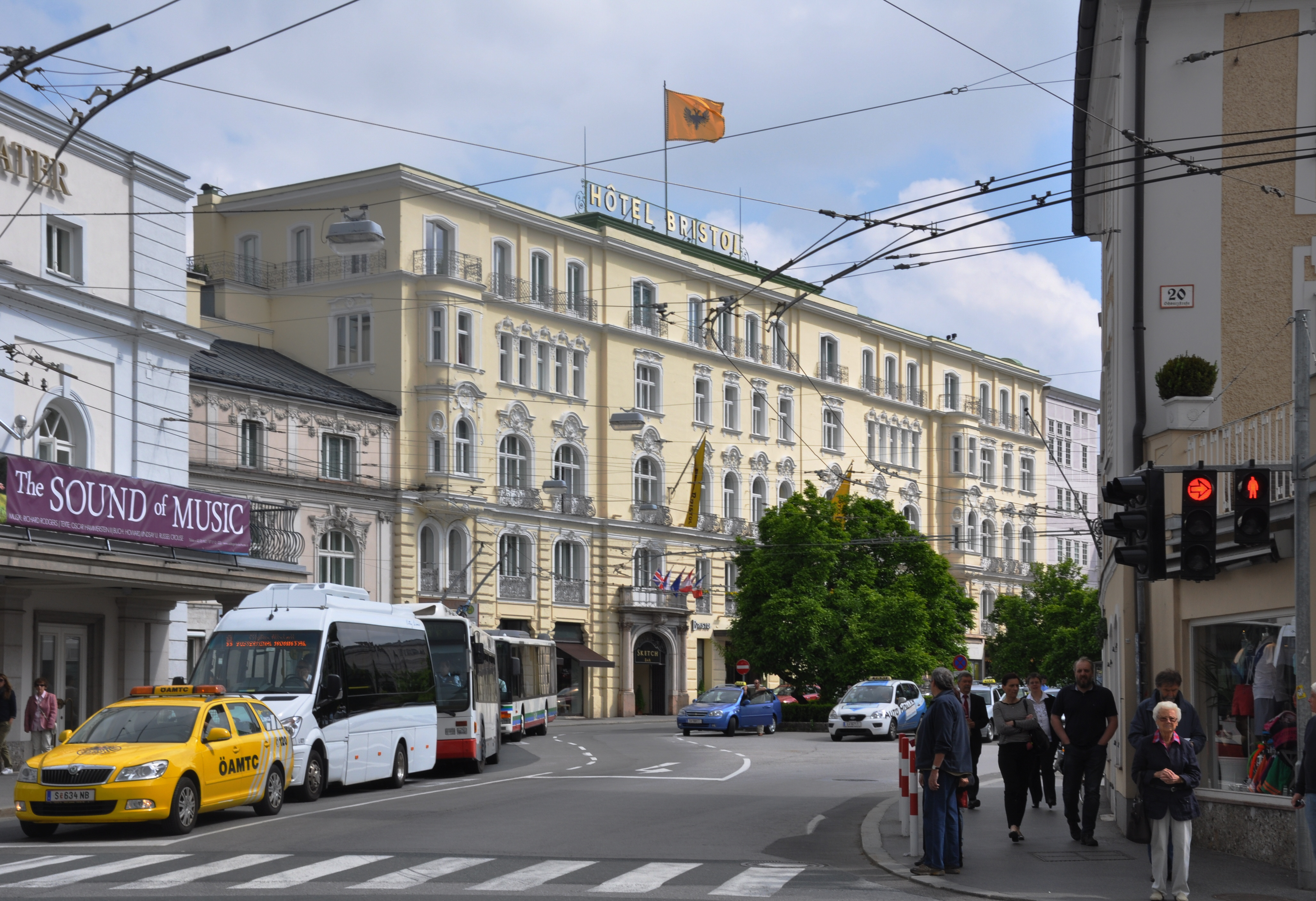
Hôtel Bristol sur Makartplatz, sur la gauche le Salzburger Landestheater

Pour les articles homonymes, voir Hôtel Bristol.
L'Hôtel Bristol est un hôtel cinq étoiles situé dans la vieille ville de Salzbourg en Autriche. L'hôtel fait partie du centre historique classé au patrimoine mondial de l'UNESCO de la ville de Salzbourg.

## Histoire
L'archevêque Paris von Lodron fit construire un palais de ville pour les aristocrates vers 1619. Le banquier Karl Leitner de Mattighofen acheta la propriété de l'actuel hôtel Bristol en 1886 et y construisit une centrale thermique à base de tourbe pour alimenter en électricité certaines entreprises de Salzbourg (le Café Tomaselli fut l'un des premiers clients). Ce fut la première centrale électrique de la monarchie austro-hongroise à avoir en 1887 a commencé ses opérations. En 1894, la centrale est devenue l'auberge, connue sous le nom d'Hôtel de l'électricité en raison de son éclairage électrique, et en 1907, elle est devenue l'Hôtel Bristol. L'hôtel appartenait à la municipalité de Salzbourg et a reçu sa façade actuelle lors de l'ouverture de l'hôtel.
En 1914/1915, il fut racheté par l'hôtelier et écrivain Alois Grasmayr, qui possédait également l'« Hotel Stein » et plus tard le « Blaue Gans » et le « Sternbräu » de Salzbourg.
Dans les années 30, l'hôtel est devenu la propriété de la famille Hübner. En tant que l'un des rares hôtels privés de Salzbourg, il appartient désormais à la quatrième génération de propriétaires. L'hôtel abrite également le Bar & Lounge « Sketch » et le restaurant « Polo Lounge ».
Le foyer de l'hôtel Bristol est orné du tableau monumental Néron dans l'incendie de Rome (Hans Makart 1865).

## Lieu de conférence
- Le 26 avril 1908, l'hôtel Bristol a accueilli l'Association psychanalytique de Vienne fondée à Vienne en avril 1908 sous la direction de Sigmund Freud pour sa première conférence internationale.
- Le 9 novembre 1910, la réunion de fondation du club de ski de Salzbourg a eu lieu dans l'hôtel [1].
- L'association d'artistes Der Wassermann a été fondée le 8  janvier 1919 dans l'hôtel Bristol.

## Invités célèbres
L'empereur François-Joseph Ier ou Sigmund Freud doivent être mentionnés comme des invités célèbres de l'hôtel. Au XXe siècle, entre autres, Maria Augusta von Trapp, John Drinkwater (et son épouse violoniste Daisy Kennedy), Riccardo Muti et Ringo Starr se sont produits ici.

## Liens web
- Page d'accueil de l'Hôtel Bristol